# Synapsie
Synapsie (griech. synapsis ‚Verbindung‘) bezeichnet in der Grammatik eine spezielle Art der Bildung zusammengesetzter Wörter. Der Ausdruck wurde von Emile Benveniste (1967) für die Beschreibung des Französischen eingeführt.
Im Deutschen besteht ein typischer Fall der Wortzusammensetzung (Komposition) darin, dass ein „Bestimmungswort“ vor ein „Grundwort“ tritt, so dass der rechte Teil der Zusammensetzung den Begriff enthält, der näher bestimmt bzw. eingeschränkt wird (eben das Grundwort, auch als Kopf des Kompositums bezeichnet). Beispiel: Haustür. Im Französischen dagegen kommen oft Wortzusammensetzungen vor, die genauso angeordnet sind wie eine Wortverbindung im Satz, z. B.  machine-à-calculer ‚Rechenmaschine‘, arc-en-ciel ‚Regenbogen‘. Hier ist der bestimmende Bestandteil daher auf der rechten Seite und das Grundwort links (andersherum als in den deutschen Übersetzungen).
Dieser Typ von Beispielen mit einer Wortreihenfolge wie im Satz und Einschluss von Verbindungswörtern (z. B. Präpositionen), so wie in machine-à-calculer, sind die Fälle, die nach Benveniste als Synapsie bezeichnet werden. Sie sind nochmals abgegrenzt von anderen Nichtstandard-Komposita, wo das Bestimmungswort zwar ebenfalls auf der rechten Seite steht, wo der Aufbau aber nicht eine erstarrte syntaktische Verbindung zeigt, etwa marteau-pilon ‚Fallhammer‘ (wörtl.:  Hammer-Schlegel, d. h. ‚Schlegelhammer‘).
Aufgrund der dargestellten Definition weist der Begriff Synapsie Ähnlichkeiten mit gewissen Fällen der Zusammenrückung in der deutschen Grammatik auf.